# حمیدرضا اردلان
حمیدرضا اردلان (متولد ۱۳۳۸ در سنندج)، آهنگساز، پژوهشگر موسیقی، تئاتر، هنرهای عروسکی و استاد دانشگاه است.
بهترين اتفاق هنری نمايش عروسكی در اين سال برگزاری دومين فستيوال بين‌المللی نمايش عروسكی در تهران است كه بسيار پر بارتر از سال پيش برگزار گشت و ويژه‌ترين نمايش ايران در اين جشنواره نمايش سنجاقك و سنگ سياه به كارگردانی حميدرضا اردلان بود كه به دليل نوع نگاه خاص به نمايش عروسكی كه حاصل خصلت دانشجویی و بی‌باكی اين قشر در استفاده و نوآوری در تكنيك می‌باشد، بسيار مورد توجه قرار گرفت.

## زندگی‌نامه
فعالیت هنری خود را با یادگیری موسیقی و تئاتر از سال ۱۳۴۵ آغاز و از سال ۱۳۶۴ فعالیت حرفه‌ای خود را در زمینه تئاتر عروسکی و موسیقی شروع کرد. او تحصیلات آکادمیک خود را تا پایه دکترا با تخصص‌های فلسفه و اتیمولوژی، موسیقی و تئاتر ادامه داد. حمید رضا اردلان، رئیس سابق یونیمای ایران (اتحادیه بین‌المللی نمایشگران عروسکی)، دارنده کرسی مدیریت جهانی یونیما و ریاست کمیته حفاظت از میراث این اتحادیه، تا به حال بیش از ۶۰ اجرا در زمینه تئاتر و تئاتر عروسکی در سراسر جهان انجام داده‌ و از تأثیرگذارترین هنرمندان تئاتر به ویژه نمایش‌های عروسکی است.
او بنیان‌گذار گروه جمع نمایشگران حروف و عروسک (Alphabet and Puppet Theatre) است. در حوزه موسیقی، آهنگساز روش ترانس مدرن و بنیان‌گذار ارکستر تجربی تهران است. ترانس مدرنیسم یک جنبش فرهنگی است که بنیان‌گذار آن انریک دوسل است.
تئاتر ترانس مدرن، قصد گذر از تئاتر مدرن را دارد و در عین حال می‌خواهد در دنیای معاصر حضور داشته باشد، این حضور از ویژگی‌های آیینی برخوردار است و مخاطب آن صرفاً انسان‌ها نیستند، اشیا و به ویژه عروسک‌ها می‌توانند مخاطب این تئاتر باشند. اردلان چندی پیش کارگاهی را با عنوان «هنر ترانس مدرن و آرای فلاسفه مدرن» برگزار و در این کارگاه، تئاتر ترانس مدرن را تبیین کرد و حاصل این کارگاه به شکل‌گیری یک نمایش به شیوه تئاتر ترانس مدرن انجامید. ترانس به معنی گذر است. ما می‌توانیم به این موضوع بیندیشیم که از هنر رایج گذر کنیم و به هنری آیینی و معاصر روی آوریم.
هنری که بتواند مخاطب را یاری رساند تا در مقام انسان از خود، طبیعت و کل هستی مراقبت کند یا اساساً دوباره به هستی ناب ملحق شود. در این تئاتر هر کس یا هر شیئی می‌تواند نقش ایفا کند، به عنوان بخشی از هستی و در نهایت تئاتر ترانس مدرن می‌خواهد خود یا تئاتر یا به‌طور کلی هنر را به عنوان یک حرفه قلمداد نکند. نظریه هنر ترانس مدرن و تئاتر پلاکارد در نمایش و تئوری تکرار و تذکر در موسیقی جزو اندیشه‌های دهه اخیر حمیدرضا اردلان است.

## تالیفات

### کتاب
- مجموعه مقالات چهارمین سمینار بین‌المللی نمایش‌های آیینی و سنتی[۱۴]
- دفتر پژوهش ۱ (مجموعه مقالات)[۱۵]
- مرشدان پرده‌خوان ایران(۳۰ جلدکتاب)[۱۶][۱۷][۱۸][۱۹][۲۰][۲۱][۲۲][۲۳][۲۴][۲۵][۲۶][۲۷][۲۸][۲۹][۳۰][۳۱][۳۲]